# جنگ چریکی (کتاب)
جنگ چریکی (به اسپانیایی: La Guerra de Guerrillas) کتابی نوشتهٔ مارکسیست انقلابی، ارنستو چه‌گوارا است که دقیقاً پس از انقلاب کوبا نوشته و در سال ۱۹۶۱ منتشر شد. دیری نپایید که این کتاب به راهنمایی برای هزاران مبارز چریک در کشورهای مختلف جهان بدل گشت.
این کتاب به تجربه شخصی گوارا به عنوان یک چریک در طول انقلاب کوبا می‌پردازد، و به کلیه مبارزانی که جنگ چریکی را در کشورهای خود انجام می‌دهند، تعمیم می‌یابد.
این کتاب دلایل، پیش نیازها و درس‌های جنگ چریکی را مشخص می‌کند. دلیل اصلی انجام جنگ چریکی در یک کشور به این دلیل است که همه روش‌های مسالمت آمیز و قانونی برای استفاده از بین رفته‌است.
مهم‌ترین پیش شرط انجام جنگ چریکی در یک کشور، حمایت مردمی ساکنین آن سرزمین از ارتش چریکی است. چه گوارا اظهار داشت که موفقیت انقلاب کوبا سه درس را فراهم کرده‌است: نیروهای مردمی می‌توانند بر ضد یک ارتش عادی جنگ کنند، چریک‌ها می‌توانند شرایط مطلوب خود را ایجاد کنند (نیازی نیست برای رسیدن به شرایط ایده‌آل منتظر بمانند) و در آمریکای لاتین توسعه نیافته، محل اصلی عملیات ارتش چریکی حومه شهرها است.

## تقدیم به کامیلو
چه‌گوارا کتاب جنگ چریکی را به کامیلو سینفوئگوس تقدیم کرده‌است. کسی که آن را خوانده و تصحیح کرده بود. سینفوئگوس به عنوان یک دوست خوب و نمونه انقلابی توصیف می‌شود.